# Nguyễn Công Long
Nguyễn Công Long (sinh ngày 5 tháng 4 năm 1970) là luật gia, chính trị gia nước Cộng hòa xã hội chủ nghĩa Việt Nam. Ông hiện là Ủy viên Thường trực Ủy ban Tư pháp của Quốc hội, Phó Chủ tịch Nhóm nghị sĩ hữu nghị Việt Nam – Brasil, Đại biểu Quốc hội khóa XV từ Đồng Nai. Ông từng là Vụ trưởng Vụ Tư pháp, Văn phòng Quốc hội.
Nguyễn Công Long là đảng viên Đảng Cộng sản Việt Nam, học vị Tiến sĩ Luật, Cao cấp lý luận chính trị. Ông có sự nghiệp đều công tác ở ngành pháp luật, từ thi hành án, tư pháp cho đến lập pháp tại Quốc hội.

## Xuất thân và giáo dục
Nguyễn Công Long sinh ngày 5 tháng 4 năm 1970 tại xã Yên Thạch, huyện Lập Thạch, tỉnh Vĩnh Phú, nay là xã thuộc huyện Sông Lô Vĩnh Phúc. Ông lớn lên và tốt nghiệp phổ thông 12/12, thi đỗ Trường Đại học Luật Hà Nội, theo học và tốt nghiệp Cử nhân Luật, tiếp tục học cao học, là nghiên cứu sinh rồi trở thành Tiến sĩ Luật học. Ông cũng từng được Văn phòng Quốc hội cử theo học khóa bồi dưỡng tập trung tiếng Anh ở Đại học RMIT, Melbourne, Úc theo đề án 165, đồng thời là Bí thư Chi bộ, Trưởng đoàn lưu học sinh giai đoạn tháng 3–9 năm 2011. Ông được kết nạp Đảng Cộng sản Việt Nam vào ngày 6 tháng 4 năm 2001, trở thành đảng viên chính thức sau đó 1 năm, từng theo học các khóa chính trị ở Học viện Chính trị Quốc gia Hồ Chí Minh và tốt nghiệp Cao cấp lý luận chính trị. Hiện ông thường trú ở phường Quan Hoa, quận Cầu Giấy, Hà Nội.

## Sự nghiệp
Tháng 10 năm 1993, sau khi tốt nghiệp trường Luật Hà Nội, Nguyễn Công Long ký kết hợp đồng lao động với Cục Thi hành án dân sự, Bộ Tư pháp, là nhân viên hợp đồng trong biên chế. Sau đó gần 1 năm, vào tháng 7 năm 1994, ông được tuyển công chức vào Bộ Tư pháp, được bổ nhiệm làm Chuyên viên Cục Thi hành án dân sự. Trong giai đoạn đầu này, ông cũng giữ các vị trí như kiêm nhiệm làm Thư ký Ban Chỉ đạo của Chính phủ về thi hành án Epco-Minh Phụng, và là Phó Bí thư Đoàn Thanh niên Cộng sản Hồ Chí Minh cơ quan Bộ Tư pháp. Tháng 4 năm 2004, ông được bổ nhiệm Phó Trưởng phòng Nghiệp vụ I của Cục Thi hành án dân sự, kiêm thành viên Tổ công tác Ban Chỉ đạo liên ngành xử lý vụ án Trịnh Vĩnh Bình. Những năm này, ông từng là cộng tác viên của báo Công an nhân dân, thực hiện loạt bài báo "Vụ án Minh Phụng – Epco sau 10 năm nhìn lại: vẫn thời sự và nóng bỏng" theo thể loại phóng sự, phóng sự điều tra, bút ký báo chí, và được Hội Nhà báo Việt Nam trao tăng Giải A Giải thưởng báo chí Quốc gia năm 2007, tức giải cao nhất.
Tháng 11 năm 2007, sau gần 15 năm công tác ở Cục Thi hành án dân sự, Nguyễn Công Long được điều chuyển tới Văn phòng Quốc hội, nhậm chức Phó Vụ trưởng Vụ Tư pháp của Văn phòng Quốc hội, và là Chi ủy viên Chi bộ Vụ Tư pháp. Đến tháng 9 năm 2011, sau khi hoàn thành khóa bồi dưỡng tiếng Anh tập trung và trở về từ Úc, ông tiếp tục công tác ở Vụ Tư pháp, giữ thêm vị trí Chủ tịch Công đoàn bộ phận Vụ Tư pháp từ năm 2017, và Ủy viên Ban Chấp hành Công đoàn Cơ quan Văn phòng Quốc hội từ năm 2018, rồi phụ trách vụ từ tháng 9 năm 2019. Tháng 1 năm 2012, sau gần 15 năm giữ chức Phó Vụ trưởng, ông được thăng chức là Vụ trưởng Vụ Tư pháp, Ủy viên Ban Thư ký Quốc hội khóa XIV, đồng thời là Phó Bí thư Chi bộ Tư pháp, Ủy viên Ban Chấp hành Công đoàn Cơ quan Văn phòng Quốc hội. Năm 2021, Nguyễn Công Long được Đảng ủy Văn phòng Quốc hội giới thiệu tham gia ứng cử đại biểu Quốc hội từ Đồng Nai, tại đơn vị bầu cử số 3 gồm huyện Long Thành, Nhơn Trạch, Cẩm Mỹ, rồi trúng cử Đại biểu Quốc hội khóa XV với tỷ lệ 71,18%. Ngày 21 tháng 7 năm 2021, ông được phê chuẩn làm Ủy viên Thường trực Ủy ban Tư pháp của Quốc hội, Phó Chủ tịch Nhóm nghị sĩ hữu nghị Việt Nam – Brasil từ tháng 11 cùng năm.